# Санкт Андре
Санкт Андре (словен. Sandrež) град је у јужној Аустрији, у покрајини Корушкој, где је припада округу Волфсберг.

## Природне одлике
Санкт Андре се налази у јужном делу Аустрије, 275 км југозападно од Беча. Главни град покрајине Корушка, Клагенфурт, налази се 50 km западно од града.
Град Санкт Андре је смештен у долини реке Лавант. Око града се стрмо издижу Алпи под шумама. Надморска висина града је око 450 m.

## Становништво
| 1971.  | 1981.  | 1991.  | 2001.  | 2011.  |
| ------ | ------ | ------ | ------ | ------ |
| 10.174 | 10.400 | 10.582 | 10.719 | 10.332 |

По процени из 2016. у граду је живело 10062 становника. Последњих деценија број становника града стагнира.